# Shorter Views
Shorter Views est un recueil d'essais publié en 2000 sur la race, la sexualité, la science-fiction et l'art d'écrire par l'auteur, professeur et critique Samuel R. Delany,,. Il contient 25 essais écrits et publiés individuellement entre 1987 et 1998 sur le thème de la science-fiction, la critique académique et littéraire de la science-fiction, l'origine de la créativité littéraire ainsi que des thèmes LGBT chers à Delany : la censure, la sexualité, le désir, la bande dessinée et la pornographie.

## Contenu
Le recueil est divisé en trois parties : Some queer Thoughts, The Politics of the Paraliterary et  Some Writing/Some Writers. Il contient entre autres les textes suivants,, :
- « The Rhetoric of Sex, the Discourse of Desire ».
- « Coming/Out ».
- « Street  Talk/Straight  Talk ».
- « The  Phil  Leggiere  Interview ».
- « A  Bend  in  the  Road ».
- « The  Black  Leather  in  Color  Interview ».
- « The  Gay’  Writer/‘Gay  Writing’.  .  . ? ».
- « Now  It’s  Time  for  Dale  Peck ».
- « On  the  Unspeakable ».
- « The  Para  •  doxa  Interview ».
- « The  Politics  of  Paraliterary  Criticism ».
- « The  Second  Science  Fiction  Studies  Interview ».
- « The  Thomas  L.  Long  Interview ».

Delany évoque le contexte dans lequel il a écrit le roman The Mad Man, qui traite entre autres de la problématique du sida dans « The Phil Leggiere Interview: Reading The Mad Man ».

## Réception critique
L'ouvrage fait l'objet d'une revue critique dans le magazine Azimov's Science Fiction par Paul di Filipo en mai 2001.
Melissa Solomon indique dans sa revue critique que l'ouvrage est exceptionnellement volumineux alors que même les écrits académiques tendent à avoir un nombre de pages limité. Delany aborde la question de la créativité et indique qu'à son avis cette dernière tire son origine de la lecture d'autres écrivains. L'ouvrage comporte également une réflexion sur la rhétorique du sexe et du désir et des aspects de sémiotique et de post-structuralisme sous le prisme spécifique de la science-fiction dans l'essai «The Rhetoric of Sex, the Discourse of Desire ». 
Solomon s'étonne que Delany qui enjoint à ses étudiants de lire les autres auteurs n'ait pas fait référence pour la partie qui concerne l'épidémie de sida aux travaux de Cindy Patton dans « Street Talk/Straight Talk »  dans sa critique sur la façon dont la notion de sexe à moindre risque a été construite, qui lui semble une approche phobique du plaisir, et spécifiquement du plaisir homosexuel. L'essai « Coming/Out » ne fait pas non plus référence à l'Épistemologie du placard paru en 1990 d'Eve Kosofsky Sedgwick, bien qu'incontournable à l'époque.
Carl Freedman écrit que Shorter Views est le huitième ouvrage de Delany consacré à la critique littéraire de la science-fiction, ce qui en soi constitue déjà un nombre honorable pour tout universitaire en ayant fait son métier, mais qu'en plus la qualité de sa critique littéraire de science-fiction est remarquable dans ce genre né au courant des milieux 1970.

## Éditions
- (en) Samuel R. Delany, Shorter Views: Queer Thoughts & the Politics of the Paraliterary, Wesleyan University Press, 4 août 2020, 477 p. (ISBN 978-0819563699, lire en ligne)